# Haematopota grahami
Haematopota grahami är en tvåvingeart som beskrevs av Austen 1912. Haematopota grahami ingår i släktet Haematopota och familjen bromsar. Inga underarter finns listade i Catalogue of Life.